# Ed Shaughnessy
Edwin Thomas "Ed" Shaughnessy (Jersey City, 9 de janeiro de 1929 - Calabasas, California, 24 de maio de  2013) foi um baterista estadunidense de swing e bebop mais conhecido por sua longa associação com Doc Severinsen e a The Tonight Show Band no The Tonight Show com Johnny Carson.
Nascido em Nova Jersey e criado nos arredores de Nova Iorque, Shaughnessy começou a tocar bateria aos 14 anos. Na década de 1950 ele trabalhou nas bandas de Benny Goodman e Tommy Dorsey. Na década de 1960 Ed tocou para Count Basie antes de se juntar a banda The Tonight Show. Era o baterista do "The Unpredictable Jimmy Smith", em 1962, e fez arranjos para a big band de Oliver Nelson e incluiu uma versão empolgante de "Walk on the Wild Side", que se tornou um hit. Em 1969, Ed foi o baterista de sessão do Tonight Show durante a apresentação de Jimi Hendrix. Shaughnessy gravou extensivamente ao longo de sua carreira e era conhecido pela sua rivalidade com o também baterista Buddy Rich. 

## Discografia

### Comosideman
com Gary Burton
- The Groovy Sound of Music (RCA, 1963)

Com Dizzy Gillespie
- Cornucopia (Solid State, 1969)

Com Hubert Laws
- Crying Song (CTI, 1969)

Com Oliver Nelson
- Happenings com Hank Jones (Impulse!, 1966)

Com Lalo Schifrin
- Between Broadway & Hollywood (MGM, 1963)

Com Shirley Scott
- For Members Only (Impulse!, 1963)
- Roll 'Em: Shirley Scott Plays the Big Bands (Impulse!, 1966)